# 절멸흑발소녀
〈절멸흑발소녀〉(絶滅黒髪少女 제츠메츠쿠로카미쇼죠[*])는 NMB48의 데뷔 싱글이다.

## 개요
캐치프레이즈는 〈귀중한 흑발, 청순은 언제라도 목숨을 바칠 정도로 열심히〉.
통상반 Type-A, 통상반 Type-B 외, 캬라아니 한정 발매인 극장반의 3형태로 출시, Type-A·Type-B의 3번째 수록곡은 각각 다르다. 그 중 통상반 Type-A, 통상반 Type-B 초회 생산분에는 전국 악수회 참가권과 오리지널 트레이딩 카드(전 16종 가운데) 랜덤 1장이 동봉되어, 극장반에는 개별 악수회 참가권이 동봉된다.

## 수록곡

### 통상반 Type A
자켓 사진 (표지):〈절멸흑발소녀〉 선발 멤버 16명
자켓 사진 (뒷면):야마모토 사야카·야마다 나나·후쿠모토 아이나·오가사와라 마유·키시노 리카·키노시타 하루나·코타니 리호·시노하라 칸나
CD
1. 絶滅黒髪少女 / 절멸흑발소녀 [3:47]
(작사: 아키모토 야스시 / 작곡·편곡: GRAVITY)
뮤직 비디오(MV)의 감독은 유키사다 이사오.
  - 이온 하이스쿨 만자이 2011 이미지 송
  - 〈돗킹48〉(칸사이 TV) 엔딩 테마 (2011년 7월 5일 ~ 9월 13일)
2. 青春のラップタイム / 청춘의 랩타임 [4:44]
(작사: 아키모토 야스시 / 작곡: 카와우라 마사히로 / 편곡: 노나카 “마사” 유이치)
팀N 2nd Stage 〈청춘 걸즈〉 공연의 악곡. NMB48 첫 오리지널 악곡이다.
  - 총무성 지상 디지털 TV PR 스폿(광역 방송) 〈함께 편〉 이미지 송
3. 僕が負けた夏 / 내가 진 여름 [4:42] - 백조
(작사: 아키모토 야스시 / 작곡: 츠키다 타다시 / 편곡: 노나카 “마사” 유이치)
MV의 감독은 스나가 히데아키.
  - 미사키 공원 이미지 송
4. 絶滅黒髪少女 off vocal ver.
5. 青春のラップタイム off vocal ver.
6. 僕が負けた夏 off vocal ver.

DVD
1. 絶滅黒髪少女 Music Video
2. 僕が負けた夏 Music Video
3. 특전 영상 〈NMB48를 속여 보았습니다. (1)〉

특전
- 전국 악수회 참가권
- 트레이딩 카드 Type-A (16종 가운데 1장을 랜덤 봉입)

### 통상반 Type-B
자켓 사진 (표지):〈절멸흑발소녀〉 선발 멤버 16명
자켓 사진 (뒷면):와타나베 미유키·죠니시 케이·요시다 아카리·시로마 미루·콘도 리나·카도와키 카나코·마츠다 시오리·야마구치 유키
CD
1. 絶滅黒髪少女 / 절멸흑발소녀
2. 青春のラップタイム / 청춘의 랩타임
3. 待ってました、新学期 / 기다렸어요, 신학기 [3:35] - 홍조
(작사: 아키모토 야스시 / 작곡·편곡: 이치카와 유이치)
MV의 감독은 우스이 히로시.
4. 絶滅黒髪少女 off vocal ver.
5. 青春のラップタイム off vocal ver.
6. 待ってました、新学期 off vocal ver.

DVD
1. 絶滅黒髪少女 Music Video
2. 待ってました、新学期 Music Video
3. 특전 영상 〈NMB48를 속여 보았습니다. (2)〉

특전
- 전국 악수회 참가권
- 트레이딩 카드 Type-B (16종 가운데 1장을 랜덤 봉입)

### 극장반
자켓 사진 (표지·뒷면):〈절멸흑발소녀〉 선발 멤버 16명
CD
1. 絶滅黒髪少女 / 절멸흑발소녀
2. 僕が負けた夏 / 내가 진 여름
3. 待ってました、新学期 / 기다렸어요, 신학기
4. 三日月の背中 / 초승달의 등
(작사: 아키모토 야스시 / 작곡·편곡: 노나카 “마사” 유이치)
5. 絶滅黒髪少女 off vocal ver.
6. 僕が負けた夏 off vocal ver.
7. 待ってました、新学期 off vocal ver.
8. 三日月の背中 off vocal ver.

특전
- 개별 악수회 참가권

## 선발 멤버
소속 팀은 발매일 시점
NMB48의 1기생 전 멤버가 CD에 참가하고 있다. 2011년 7월 10일에 졸업한 모리 아야카는 불참가.

### 절멸흑발소녀
(센터:와타나베 미유키)
- 팀N: 오가사와라 마유, 카도와키 카나코, 키시노 리카, 키노시타 하루나, 코타니 리호, 콘도 리나, 시노하라 칸나, 죠니시 케이, 시로마 미루, 후쿠모토 아이나, 마츠다 시오리, 야마구치 유키, 야마다 나나, 야마모토 사야카, 요시다 아카리, 와타나베 미유키

### 청춘의 랩타임
(센터:야마모토 사야카)
- 팀N: 오가사와라 마유, 카도와키 카나코, 키시노 리카, 키노시타 하루나, 코타니 리호, 콘도 리나, 시노하라 칸나, 죠니시 케이, 시로마 미루, 후쿠모토 아이나, 마츠다 시오리, 야마구치 유키, 야마다 나나, 야마모토 사야카, 요시다 아카리, 와타나베 미유키

### 내가 진 여름
〈백조〉 명의
(센터:야마모토 사야카)
- 팀N: 오가사와라 마유, 키시노 리카, 키노시타 하루나, 코타니 리호, 시노하라 칸나, 후쿠모토 아이나, 야마다 나나, 야마모토 사야카

### 기다렸어요, 신학기
〈홍조〉 명의
(센터:와타나베 미유키)
- 팀N: 카도와키 카나코, 콘도 리나, 죠니시 케이, 시로마 미루, 마츠다 시오리, 야마구치 유키, 요시다 아카리, 와타나베 미유키

### 초승달의 등
(센터:야마모토 사야카)
- 팀N: 오가사와라 마유, 카도와키 카나코, 키시노 리카, 키노시타 하루나, 코타니 리호, 콘도 리나, 시노하라 칸나, 죠니시 케이, 시로마 미루, 후쿠모토 아이나, 마츠다 시오리, 야마구치 유키, 야마다 나나, 야마모토 사야카, 요시다 아카리, 와타나베 미유키
- 연구생: 오오타 리오나, 오키타 아야카, 카와카미 레나, 키노시타 모모카, 코야나기 아리사, 하라 미즈키, 히카와 아야메, 야마기시 나츠미